# Царапкін Семен Костантинович
Семен Костянтинович Царапкін (травень 1906, Миколаїв — 1984, Москва) — радянський дипломат, Надзвичайний і повноважний посол.

## Біографія
У 1941 році був одним із укладачів Пакту про ненапад між Японією та СРСР, яким закріплювалися військові перемоги радянських воїнів на Халхін-Голі та запобігала загроза війни на два фронти.
Представляв Радянський Союз на конференції союзників у Думбартон-Оксі у підкомітеті з питань безпеки (1944). Саме тоді було вироблено і представлено ідею створення Організації Об'єднаних Націй.
Був членом радянської делегації на установчій конференції Організації Об'єднаних Націй у Сан-Франциско у 1945 році та Потсдамській мирній конференції.
Входив до числа осіб, які підписали Статут ООН, отримавши відповідні повноваження від своїх країн.
Від імені Радянського Союзу Статут ООН, окрім Семена Костянтиновича, підписали ще шість осіб: Громико, Анатолій Йосипович Лаврентьєв, Кирило Васильович Новіков, Костянтин Костянтинович Родіонов, Сергій Олександрович Голунський та Сергій Борисович Крилов. Від імені Білорусії Статут підписав Кузьма Кисельов (залишив мемуари «Записки радянського дипломата»), від імені України — Дмитро Захарович Мануїльський.
Протягом п'яти років працював заступником представника СРСР у Раді Безпеки Організації Об'єднаних Націй.
В 1963 підписав Меморандум про створення «Гарячої Лінії» Вашингтон — Москва — лінії прямого зв'язку між президентом США і керівництвом СРСР. 
За 47 років професійної кар'єри представляв СРСР у Вашингтоні, Бонні (ФРН) та Організації Об'єднаних Націй.

Могила Царапкіна на Новодівичому цвинтарі Москви.

- У 1937—1939 роках — співробітник центрального апарату НКІД СРСР.
- У 1939—1944 роках — заступник завідувача II Європейського відділу НКІД СРСР.
- У 1944 році — завідувач II Європейського відділу НКІД СРСР, завідувач II Далекосхідного відділу НКІД СРСР[6] .
- У 1944—1947 роках — завідувач Відділу США, член Колегії НКІД (з 1946 — МЗС) СРСР.
- У 1947—1949 роках — радник-посланник Посольства СРСР у США.
- У 1949—1952 роках — заступник постійного представника СРСР при ООН та в Раді Безпеки ООН.[7]
- У 1952—1953 роках — співробітник центрального апарату МЗС СРСР.
- У 1953—1954 роках — заступник постійного представника СРСР при ООН та в Раді Безпеки ООН.
- У 1954—1964 роках — завідувач Відділу міжнародних організацій МЗС СРСР.
- У 1954—1966 роках — член Колегії МЗС СРСР.
- У 1961—1966 роках — постійний представник СРСР у Комітеті 18 держав з роззброєння.
- У 1964—1966 роках — радник при Міністрі закордонних справ СРСР.
- З 25 травня 1966 по 23 лютого 1971 — Надзвичайний і повноважний посол СРСР у ФРН[8] .
- У 1971—1979 роках — посол з особливих доручень МЗС СРСР.

Учасник Сан-Франциської конференції (1945) та ряду інших міжнародних конференцій та нарад.
Похований на Новодівичому цвинтарі Москви.

## Нагороди
- орден Вітчизняної війни 1-го ступеня (05.11.1945)
- орден Трудового Червоного Прапора (03.11.1944)

- «Дипломатичний словник» за ред. А. А. Громико, А. Г. Ковальова, П. П. Севостьянова, С. Л. Тихвінського в 3-х томах, М., «Наука», 1985—1986. — Т. 3, с. 542.
- Семен Костянтинович Царапкін [некролог]. — Звістки. — 1984. — № 264 — С. 6.